# Шолін Ігор Миколайович
Ігор Миколайович Шолін (*4 червня 1985, Ніжин — †16 грудня 2009, Хмельницький) — український футболіст, півзахисник, відомий виступами у складі футбольного клубу «Динамо» Хмельницький. Помер у 24-річному віці внаслідок травм, отриманих у дорожно-транспортній пригоді.

## Життєпис
Вихованець футбольних шкіл «Юність» (Чернігів) та РВУФК (Київ). Виступи у дорослому футболі розпочав 2003 року в клубі «Ніжин», що грав у першості ААФУ. 2004 року пробував сили у Молдові у складі клубу «Ністру».
Дебют у чемпіонатах України на професійному рівні відбувся 4 вересня 2005 року у складі львівських «Карпат» у матчі першої ліги проти «Енергетика» з Бурштина (нічия 0:0). Ця гра стала для Шоліна єдиною у складі львів'ян. Наступного року виступав за броварський «Нафком», а в сезоні 2006—2007 — за клуб вищого дивізіону чемпіонату Молдови «Дачія», після чого повернувся до аматорського «Ніжина».
Поновив виступи на професійному рівні в сезоні 2008—2009 у складі друголігового «Динамо» з Хмельницького, за який провів у дебютному сезоні 23 матчі.
Роковою для гравця стала гра, що мала відкрити для хмельницького клубу наступний сезон, — матч першого попереднього етапу Кубка України 2009—2010 проти команди «Ірпінь» (Гореничі). 18 липня 2009 року автобус, що віз хмельницьких гравців на цю гру, потрапив у дорожно-транспортну пригоду поблизу села Вербка неподалік Летичева. У результаті ДТП більшість пасажирів автобуса отримали незначні ушкодження, а Шолін та ще 2 гравці у важкому стані були доправлені до лікарень. Шоліна було прооперовано, однак він майже півроку залишався у комі. Помер 16 грудня 2009 року у Хмельницькій обласній клінічній лікарні.